# Gregorio Boldrini
Gregorio Boldrini (Mantova, ... – Mantova, 2 novembre 1574) è stato un vescovo cattolico italiano.

## Biografia
Nato da nobile famiglia mantovana, entrò nell'ordine dei Domenicani, ricoprendo la carica di provinciale per la Romagna. Su mandato di papa Paolo III nel 1547 ricoprì la carica di commissario del Sant'Uffizio nella città di Faenza. Durante il suo mandato a Mantova, appoggiato dal duca Guglielmo Gonzaga, combatté contro gli eretici ed alcuni si convertirono. Il 14 maggio 1567 ebbe la visita del cardinale Carlo Borromeo accompagnato dal cardinale Giovanni Francesco Commendone.

## Genealogia episcopale
La genealogia episcopale è:
- Vescovo Giambattista Grossi
- Vescovo Gregorio Boldrini